# Anna Łazariewa

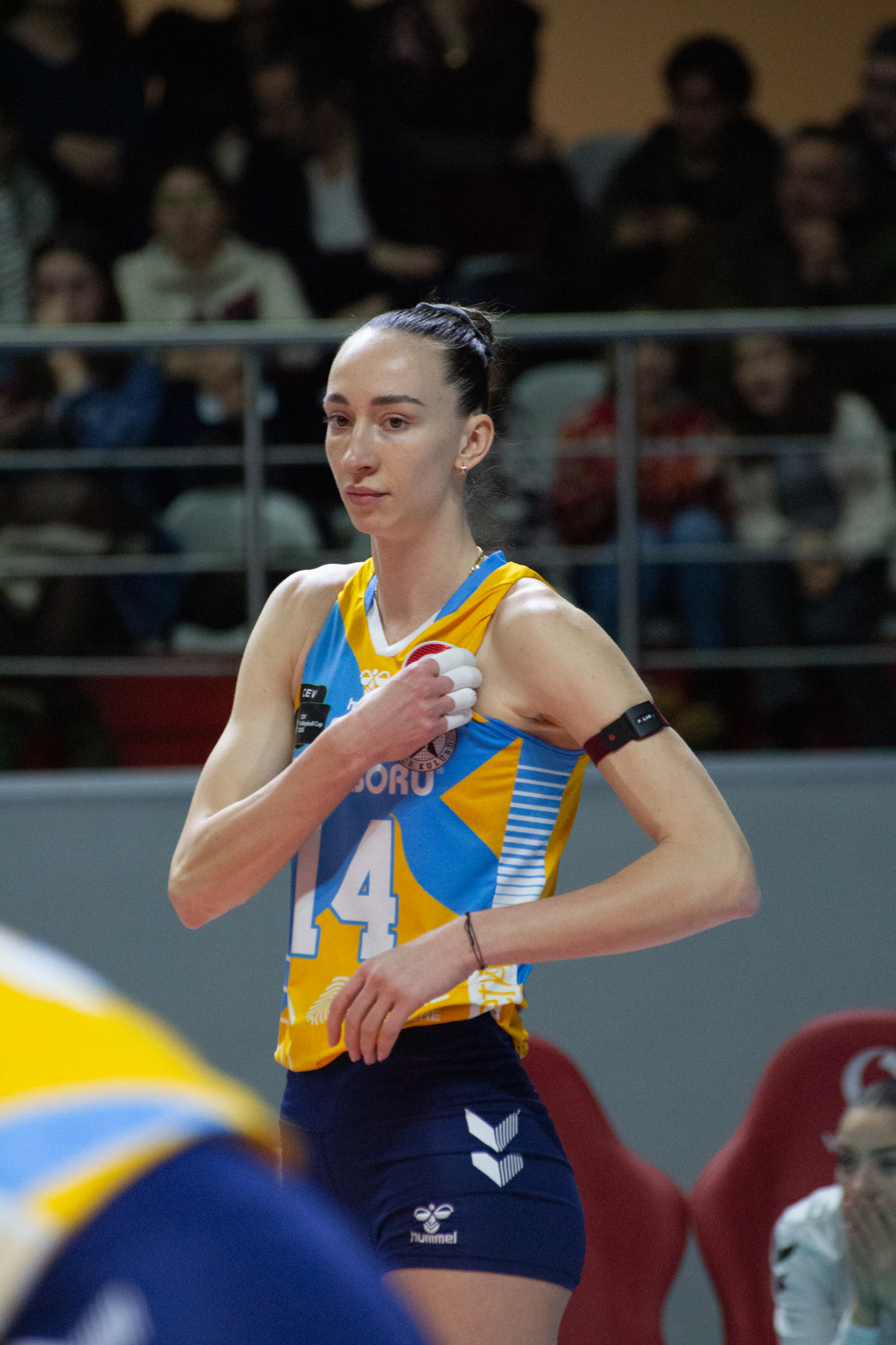
Anna Łazariewa zawodniczką Kuzeyboru SK

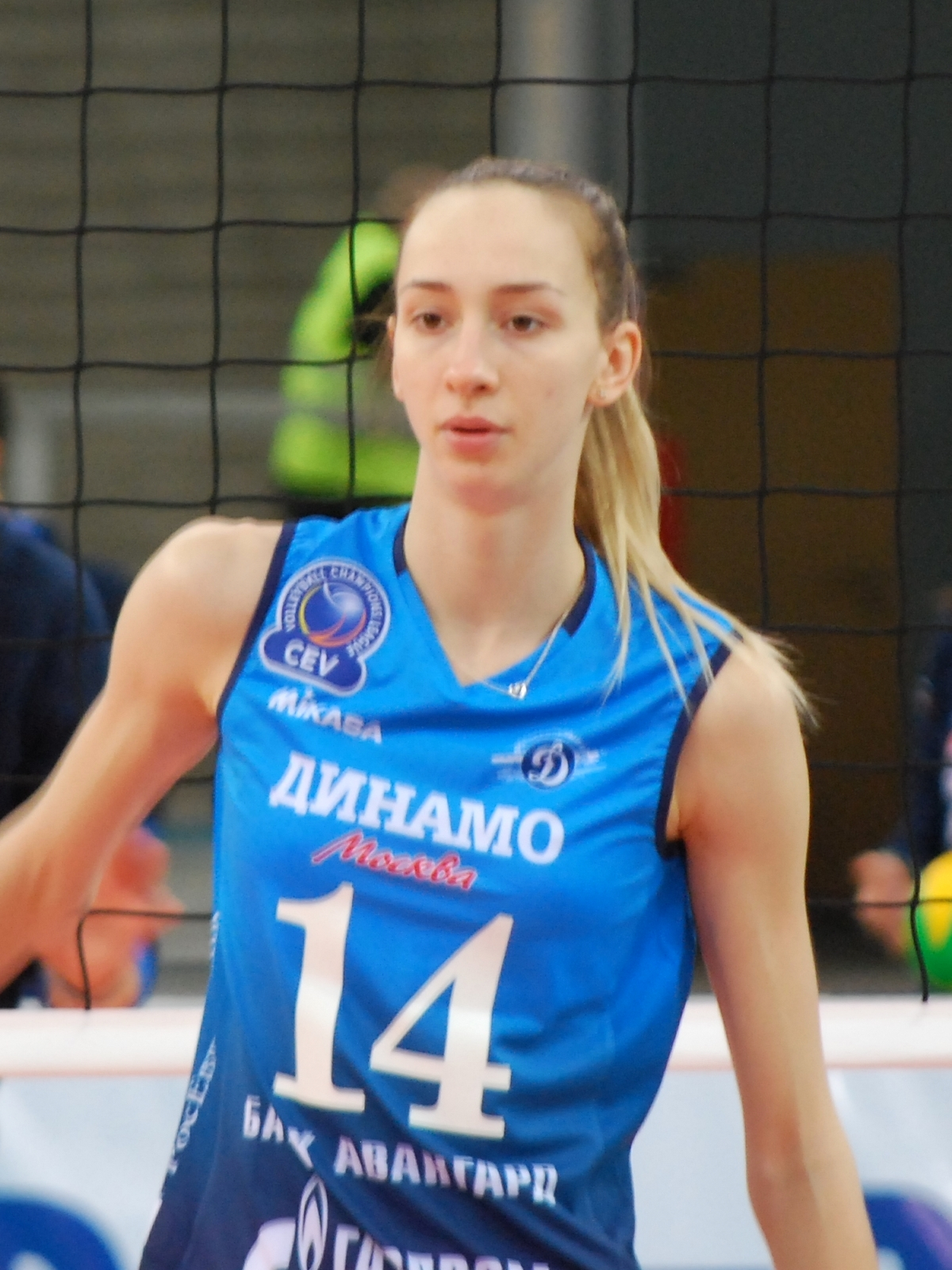
Anna Łazariewa zawodniczką Dinama Moskwa podczas rozgrzewki przed meczem z Budowlanymi Łódź w Lidze Mistrzyń (21.12.2017)

Anna Nikołajewna Łazariewa (ros. Анна Николаевна Лазарева; ur. 31 stycznia 1997 w Moskwie) – rosyjska siatkarka, grająca na pozycji atakującej, reprezentantka kraju.
Jej ojciec był zapaśnikiem, a matka koszykarką. Natomiast jej starsza siostra Jekatierina, również jest siatkarką.

## Kariera klubowa
| Lata      | Klub                    |
| 2014–2016 | Dinamo Moskwa           |
| 2016–2017 | Jenisiej Krasnojarsk    |
| 2017–2019 | Dinamo Moskwa           |
| 2019–2020 | Voléro Le Cannet        |
| 2020–2021 | Hwaseong IBK Altos      |
| 2021–2023 | Fenerbahçe Opet Stambuł |
| 2023–2024 | Beijing BAIC Motor      |
| 2024      | Atlanta Vibe            |
| 2024–2025 | Kuzeyboru SK            |
| 2025–     | Zeren SK                |

## Sukcesy klubowe
Liga rosyjska:
- 2016, 2018, 2019
- 2015
- 2017

Superpuchar Rosji:
- 2017, 2018

Puchar Rosji:
- 2018

Liga południowokoreańska:
- 2021

Klubowe Mistrzostwa Świata:
- 2021

Liga turecka:
- 2023[5]
- 2022[6]

Superpuchar Turcji:
- 2022[7]

## Sukcesy reprezentacyjne
Letnia Uniwersjada:
- 2019[8]

Puchar Świata:
- 2019[9]